# Тетраборат кальция
Тетраборат кальция — неорганическое вещество, 
соль щелочноземельного металла кальция и тетраборной кислоты
с формулой CaB4O7,
бесцветные кристаллы,
не растворяется в воде,
образует кристаллогидраты.

## Получение
- В природе встречается минерал борокальцит (бехалит) — CaB4O7•4H2O[1];
- Спекание оксида кальция и оксида бора:

{\displaystyle {\mathsf {CaO+2B_{2}O_{3}\ {\xrightarrow {1100^{o}C,7.7GPa}}\ CaB_{4}O_{7}}}}

## Физические свойства
Тетраборат кальция образует бесцветные кристаллы нескольких модификаций:
- α-CaB4O7, моноклинная сингония, пространственная группа P 21/n, параметры ячейки a = 1,226 нм, b = 0,989 нм, c = 0,779 нм, β = 91.26°, Z = 8 [2];
- β-CaB4O7, ромбическая сингония, пространственная группа P mn21, параметры ячейки a = 1,0584 нм, b = 0,4369 нм, c = 0,4194 нм, Z = 2 [3].

Не растворяется в воде, р ПР = 5,89.
Образует кристаллогидрат состава CaB4O7•n H2O, где n = 4 и 6.